# Le Globe

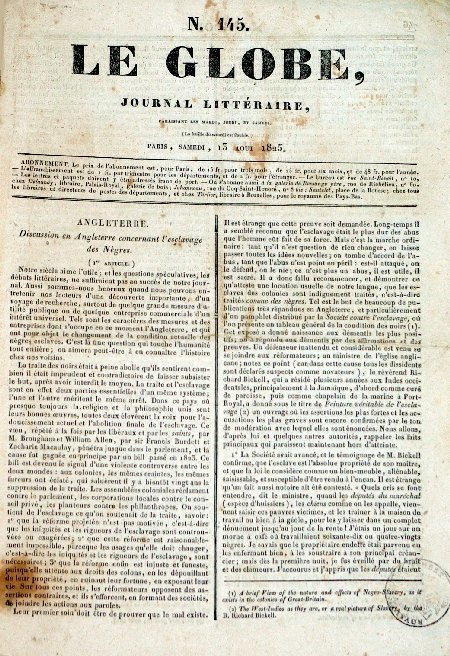
Jornal Le Globe

Le Globe era um jornal francês, publicado em Paris pelo grupo Bureau du Globe entre 1824 e 1832,  e criado com o objectivo de publicações e criações românticas. Foi criado por Pierre Leroux. Depois de 1828, o jornal tornou-se politicamente ligado ao Liberal.
Ele foi comprado pelos Saint-simonistas em 1830, e era a voz oficial do movimento sob a Monarquia de Julho.  Le Globe  foi finalmente banido, após a denúncia de Saint-Simonianism como um "sectarista".

## Contribuidores notáveis 
- Jean-Jacques Ampère
- Jean-Georges Farcy
- François Guizot
- Prosper Duvergier de Hauranne
- Charles Magnin
- Charles de Rémusat
- Charles Augustin Sainte-Beuve
- Ludovic Vitet [2]

### São-simonianos
- Michel Chevalier
- Barthélemy Prosper Enfantin
- Olinde Rodrigues